# Первое начало термодинамики
Пе́рвое нача́ло термодина́мики (первый закон термодинамики) — один из основных законов этой дисциплины, представляющий собой конкретизацию общефизического закона сохранения энергии для термодинамических систем, в которых необходимо учитывать термические, массообменные и химические процессы. В форме закона сохранения (уравнения баланса энергии) первое начало используют в термодинамике потока и в неравновесной термодинамике. В равновесной термодинамике под первым законом термодинамики обычно подразумевают одно из следствий закона сохранения энергии, из чего проистекает отсутствие единообразия формулировок первого начала, используемых в учебной и научной литературе (К. А. Путилов в своей монографии приводит шесть формулировок, которые он считает наиболее удачными).

## Историческая справка
Первое начало термодинамики было сформулировано в середине XIX века в результате работ немецкого учёного Ю. Р. Майера, распространившего закон сохранения механической энергии сначала на термические (1842), а затем (1845) и на все немеханические явления, английского физика Дж. П. Джоуля (1843), экспериментально обосновавшего новый закон, и немецкого физика Г. Гельмгольца (1847), который — не зная о работах Майера — распространил закон сохранения энергии на все её виды и сыграл решающую роль в том, что этот закон стал общепризнанным.

## Особенности различных формулировок первого начала термодинамики
Первое начало термодинамики часто формулируют как невозможность существования вечного двигателя (лат. perpetuum mobile) первого рода, который совершал бы работу, не черпая энергию из какого-либо источника. Связь этого утверждения с законом сохранения энергии самоочевидна.
Переход от микроскопического описания системы к макроскопическому ведёт к радикальному сокращению числа физических величин, необходимых для описания системы. Поэтому в термодинамике энергетические превращения — подчас весьма сложные, — происходящие внутри системы на микроуровне, не детализируют, а совокупно описывают посредством специально для этой цели вводимой макроскопической величины — внутренней энергии, составной части полной энергии системы, с микроскопической точки зрения представляющей собой сумму энергий всех входящих в систему частиц. По этой причине в тех учебниках, в которых не касаются вопросов термодинамики потока и неравновесной термодинамики, нередко формулируют первое начало как постулат, вводящий в физику макроскопических систем представление о внутренней энергии как об аддитивной величине, являющейся однозначной, непрерывной и конечной скалярной функцией состояния термодинамической системы. Как и для любой другой функции состояния, изменение внутренней энергии {\displaystyle U} в бесконечно малом процессе есть полный дифференциал {\displaystyle dU}, а изменение внутренней энергии в круговом процессе равно нулю:
| {\displaystyle \Delta U=\oint dU=0.} |

Математическое выражение, служащее дефиницией внутренней энергии, зависит от выбора термодинамических величин, используемых в качестве независимых переменных теории. Традиционно внутреннюю энергию выражают с использованием в качестве фундаментальных понятий, которым термодинамика даёт описание без дефиниций, теплоту и термодинамическую работу (заимствуя понятие работы из других разделов физики). Согласно Г. Кирхгофу сумма количества теплоты {\displaystyle q} и работы {\displaystyle w} для бесконечно малого равновесного процесса в закрытой системе (при использовании термодинамического правила знаков для теплоты и работы) равна изменению внутренней энергии системы в данном процессе {\displaystyle dU}:
| {\displaystyle dU\equiv q+w.} | (Дефиниция внутренней энергии по Кирхгофу) |

Первое начало термодинамики в формулировке Кирхгофа утверждает, что существует функция состояния {\displaystyle U}, называемая внутренней энергией и представляющая собой часть полной энергии системы, изменение которой в любом процессе в закрытой системе равно сумме работы и теплоты; каждое состояние термодинамической системы характеризуется определённым значением {\displaystyle U}, независимо от того, каким путём система приведена в данное состояние; {\displaystyle dU} есть полный дифференциал внутренней энергии {\displaystyle U} (величины {\displaystyle q} и {\displaystyle w} в общем случае есть функционалы пути, по которому совершается процесс, численные значения которых различны для различных способов проведения процесса при одинаковом исходном и конечном состояниях системы, иначе говоря, зависят от пути процесса). Из первого начала в формулировке Кирхгофа вытекает, что те составные части полной энергии системы, которые не изменяются в рассматриваем процессе, во внутреннюю энергию системы не входят и, следовательно, внутренняя энергия есть изменяемая часть полной энергии системы.
Для функции состояния естественен вопрос о её аргументах. Из дефиниции Кирхгофа следует, что внутренняя энергия зависит от переменных, входящих в выражение для работы, то есть обобщённых термодинамических координат, и температуры как движущей силы теплопередачи.
Традиционно теплоту и работу трактуют как формы передачи энергии, то есть их характеризуют посредством описательных дефиниций. Именно по этой причине как математические объекты теплота и работа в дефиницию внутренней энергии по Кирхгофу входят в виде неопределяемых переменных. Давать дефиницию фундаментальной физической величине — энергии — посредством величин менее фундаментальных — теплоты и работы — есть методологический недостаток подхода Кирхгофа. Наконец, в формулировке Кирхгофа внутренняя энергия как функция состояния привязана к функциям процесса — теплоте и работе. Фактически это означает привязку внутренней энергии к равновесным процессам в закрытых системах, когда возможна однозначная трактовка понятий теплоты и работы.
Важно, что ни масса системы, ни массы (количества) составляющих систему веществ не относятся к обобщённым термодинамическим координатам, а поэтому в традиционном подходе к обоснованию термодинамики массы (количества) веществ не входят в перечень переменных, от которых зависит внутренняя энергия (или, что то же самое, масса является адиабатно заторможенной величиной). Из аддитивности внутренней энергии вытекает, однако, что для флюидов (газов и жидкостей) внутренняя энергия обладает свойством экстенсивности, то есть внутренняя энергия однородной системы пропорциональна массе этой системы. Если же учесть, что масса системы равна сумме масс составляющих систему веществ, то становится понятным, что, во-первых, массы (количества) веществ могут входить в формулы термодинамики закрытых систем, и что, во-вторых, в эти формулы (например, в выражения для удельной теплоёмкости и других удельных величин) массы (количества) веществ входят не как переменные состояния, а в качестве числовых параметров, детализирующих характеристики конкретных систем. Из сказанного следует, что термодинамическое описание открытых систем постоянного состава ничем не отличается от описания свойств закрытых систем.
Для открытых систем переменного состава, с которыми имеют дело в химической термодинамике, первое начало формулируют в виде аксиомы о существовании внутренней энергии как функции состояния, в перечень постулируемых свойств которой входит её функциональная зависимость от масс составляющих систему веществ. Так, К. Каратеодори (1909) выразил первое начало термодинамики в форме утверждения о существовании внутренней энергии — составной части полной энергии системы — как функции состояния, зависящей для простых систем от объёма {\displaystyle V}, давления {\displaystyle P}, масс составляющих систему веществ {\displaystyle m_{1},m_{2},...,m_{i},...}
| {\displaystyle U=U\left(P,V,\left\{m_{i}\right\}\right)} | (Первое начало в формулировке Каратеодори) |

(выражение {\displaystyle \{m_{i}\}} есть сокращение для перечисления {\displaystyle m_{1},m_{2},...,m_{i},...}) и обладающей следующими свойствами:
- для бесконечно малого адиабатного процесса изменение внутренней энергии равно работе процесса

| {\displaystyle dU=w;} | (Изменение внутренней энергии в адиабатном процессе) |

- количество теплоты для бесконечно малого равновесного процесса в закрытой системе согласно Клаузиусу полагают (при использовании термодинамического правила знаков для теплоты и работы) равным разности между изменением внутренней энергии системы в данном процессе и работой процесса[34][35]:

| {\displaystyle q\equiv dU-w.} | (Дефиниция теплоты по Клаузиусу — Каратеодори — Борну) |

В формулировке Каратеодори внутренняя энергия не представляет собой характеристическую функцию своих независимых переменных.
В случае открытых систем переменного состава изменение внутренней энергии вследствие изменения масс составляющих систему веществ несводимо ни к теплоте, ни к работе, поэтому «…для открытой системы являются беспредметными как классическая точка зрения (эквивалентность теплоты и работы), так и точка зрения Каратеодори (определение теплоты)». Формальное распространение дефиниции Кирхгофа на внутреннюю энергию открытых систем переменного состава выполняют, добавляя в выражение для дефиниции внутренней энергии ещё одно слагаемое — энергию перераспределения масс составляющих систему веществ (химическую работу) {\displaystyle z}:
| {\displaystyle dU\equiv q+w+z,} |

однако ни практического, ни теоретического значения это выражение не имеет. Дело в том, что однозначности разделения изменения внутренней энергии на теплоту и работу в традиционном подходе к термодинамике достигают, заимствуя понятие работы из других разделов физики и используя представление об адиабатной изоляции для трактовки теплоты как энергии, передаваемая без совершения работы и без изменения масс составляющих систему веществ (поскольку любая адиабатная оболочка/перегородка непроницаема для вещества). Это означает, что работа и теплота представляют собой независимо измеряемые величины, тогда как способы независимого измерения химической работы отсутствуют в традиционном подходе к построению термодинамики.
Дж. У. Гиббс в своей работе «О равновесии гетерогенных веществ» (1875—1878) строит термодинамику простых открытых систем, рассматривая внутреннюю энергию как функцию энтропии {\displaystyle S}, объёма {\displaystyle V} и масс составляющих систему веществ {\displaystyle m_{1},m_{2},...,m_{i},...}:
| {\displaystyle U=U\left(S,V,\left\{m_{i}\right\}\right).} | (Первое начало в формулировке Гиббса) |

Распространяя термодинамику Гиббса на сложные системы, внутреннюю энергию полагают функцией энтропии {\displaystyle S}, обобщённых координат {\displaystyle x_{1},x_{2},...,x_{i},...} и масс составляющих систему веществ:
| {\displaystyle U=U\left(S,\left\{x_{i}\right\},\left\{m_{i}\right\}\right).} | (Фундаментальное уравнение Гиббса в энергетическом выражении) |

В неравновесной термодинамике выражение для первого начала термодинамики выглядит так (см. статью Неравновесная термодинамика):
{\displaystyle {\frac {\partial e}{\partial t}}+\nabla \cdot {\boldsymbol {J}}^{e}=0,}
где {\displaystyle e} — сумма плотностей кинетической и внутренней энергий, {\displaystyle {\boldsymbol {J}}^{e}} — поток энергии.

## Правила знаков для теплоты и работы
В научной и учебной литературе можно встретить варианты математического выражения для первого начала термодинамики, отличающиеся знаками ({\displaystyle +} или {\displaystyle -}) перед количеством теплоты {\displaystyle q} и работой {\displaystyle w}. Отличия эти связаны с соглашениями, называемыми правилами (системами) знаков для теплоты и работы. В соответствии с рекомендациями ИЮПАК для равновесного процесса в закрытой системе первое начало записывается в виде соотношения
| {\displaystyle dU=q+w.} | (Первое начало в термодинамической системе знаков) |

или
| {\displaystyle \Delta U=Q+W.} | (Первое начало в термодинамической системе знаков) |

В этих выражениях использовано правило знаков ИЮПАК (термодинамическое правило знаков) для теплоты и работы, когда знаки перед {\displaystyle U,} {\displaystyle q} и {\displaystyle w} совпадают, положительными считают теплоту, подводимую к системе и работу, совершаемую над системой, а отрицательными — теплоту, отводимую от системы и работу, совершаемую системой. Для запоминания системы знаков ИЮПАК может пригодиться «эгоистическое» мнемоническое правило: положительно то, что увеличивает внутреннюю энергию системы.
Правило знаков ИЮПАК для теплоты (термодинамическое правило знаков для теплоты) совпадает с принятым в технической термодинамике теплотехническим правилом знаков для теплоты (знаки перед {\displaystyle dU} и {\displaystyle q} в математическом выражении для первого начала одинаковы). Согласно теплотехническому правилу знаков для работы положительной считают работу, совершаемую системой, а отрицательной — работу совершаемую над системой, то есть знаки перед {\displaystyle dU} и {\displaystyle w} в математическом выражении для первого начала противоположны:
| {\displaystyle dU=q-w.} | (Первое начало в теплотехнической системе знаков) |

В термохимическом правиле знаков для теплоты положительной считают теплоту, отдаваемую системой, а отрицательной — теплоту, получаемую системой, то есть знаки перед {\displaystyle dU} и {\displaystyle q} в математическом выражении для первого начала противоположны:
| {\displaystyle dU=w-q.} | (Первое начало в термохимической системе знаков для теплоты и термодинамической системе знаков для работы) |

| {\displaystyle dU=-w-q.} | (Первое начало в термохимической системе знаков для теплоты и теплотехнической системе знаков для работы) |

Термохимическая система знаков для теплоты считается устаревшей и не рекомендована к использованию.
При работе с литературой следует обращать внимание на использованное авторами правило знаков, так как оно определяет вид математических выражений, содержащих {\displaystyle q} и {\displaystyle w}.

## Частные случаи
Рассмотрим несколько частных случаев:
1. Если {\displaystyle q>0,} то это означает, что теплота к системе подводится.
2. Если {\displaystyle q<0,} то это означает, что теплота от системы отводится.
3. Если {\displaystyle q=0,} то система или не обменивается теплотой с окружающей средой по одной из причин: либо она находится с ней в состоянии термодинамического равновесия, либо является адиабатически изолированной, или находится в состоянии стационарного теплообмена.

Обобщая: в конечном процессе {\displaystyle 1\to 2} элементарные количества теплоты могут быть любого знака. Общее количество теплоты, которое мы назвали просто {\displaystyle q} — это алгебраическая сумма количеств теплоты, сообщаемых на всех участках этого процесса. В ходе процесса теплота может поступать в систему или уходить из неё разными способами.
При отсутствии потоков энергии, когда {\displaystyle q=0}, выполнение системой работы {\displaystyle w} приводит к тому, что {\displaystyle \delta U<0}, и энергия системы {\displaystyle U} убывает. Поскольку запас внутренней энергии {\displaystyle U} ограничен, то процесс, в котором система бесконечно долгое время выполняет работу без подвода энергии извне, невозможен, что запрещает существование вечных двигателей первого рода.
Первое начало термодинамики:
- при круговом (циклическом) процессе {\displaystyle (\Delta U=0)}

{\displaystyle W=-Q} в термодинамической системе знаков
{\displaystyle W=Q~~~} в теплотехнической системе знаков
- при изобарном процессе

{\displaystyle Q=\Delta U+W=\Delta U+p\Delta V}
- при изохорном процессе ({\displaystyle W=0})

{\displaystyle Q=\Delta U={m \over M}C_{V}\Delta T}
- при изотермическом процессе {\displaystyle (\Delta U=0)}

{\displaystyle Q=W={m \over M}RT\ln {V_{2} \over V_{1}}}
Здесь {\displaystyle \ m} — масса газа, {\displaystyle \ M} — молярная масса газа, {\displaystyle \ C_{V}} — молярная теплоёмкость при постоянном объёме, {\displaystyle \ p,V,T} — давление, объём и температура газа соответственно, причём последнее равенство верно только для идеального газа.

## Расширение сферы действия первого начала термодинамики на неравновесные процессы
Классическая термодинамика, следуя Клаузиусу, вводит в уравнение первого начала выражение обратимой или термодинамической работы.
Общий случай — {\displaystyle \delta A=\sum _{i=1}^{n}F_{i}dx_{i},}
где {\displaystyle F_{i}} — обобщённая сила, {\displaystyle dx_{i}} — обобщённое перемещение (обобщённая деформация), ({\displaystyle i=1,2,..n,~n} — число степеней свободы).
Простое тело — {\displaystyle \delta A=PdV.}
Выражения первого начала классической термодинамики действительны лишь для обратимых процессов. Это обстоятельство резко ограничивает возможности последующего развития принципов и практических приложений расчётных уравнений классической термодинамики. Поскольку все реальные процессы являются необратимыми, представляется целесообразным обобщить исходное уравнение первого начала термодинамики для обратимых и необратимых процессов. С этой целью Н. И. Белоконь, не снижая высокой степени общности исходных выражений первого начала, предложил для последующего развития основных принципов и расчётных уравнений термодинамики развернуть в них также выражения внешней работы. Для этого он ввёл понятие эффективной работы — {\displaystyle \delta A^{*}}, равной разности термодинамической работы {\displaystyle \delta A=\sum _{i=1}^{n}F_{i}dx_{i}} и необратимых потерь {\displaystyle \delta A^{**}}
{\displaystyle \delta A^{*}=\delta A-\delta A^{**}.}
Потерянная в необратимых процессах (трение, неравновесный теплообмен и т. д.) работа {\displaystyle \delta A^{**}} превращается в тепло внутреннего теплообмена тела {\displaystyle \delta Q^{**}}; это тепло возвращается рассматриваемому телу или передается телам внешней системы, причём, соответственно, уменьшается итоговая величина подвода тепла извне:
{\displaystyle \delta A^{**}=\delta Q^{**}.}
Полное количество тепла, полученное телом {\displaystyle \delta Q}, характеризует термодинамический (приведённый), теплообмен тела и определяется как сумма двух величин — тепло, подведённое извне {\displaystyle \delta Q^{*}}, и тепло внутреннего теплообмена {\displaystyle \delta Q^{**}}:
{\displaystyle \delta Q=\delta Q^{*}+\delta Q^{**}.}
Заменив выражение внешней работы {\displaystyle \delta A} в дифференциальном выражении первого начала получим:
{\displaystyle \delta Q^{*}=dU+\delta A^{*}=dU+\delta A-\delta A^{**},}
{\displaystyle \delta Q^{*}+\delta A^{**}=\delta Q^{*}+\delta Q^{**}.}
Соответственно преобразуется исходное выражение первого начала термодинамики:
{\displaystyle \delta Q=\delta Q^{*}+\delta Q^{**}=dU+\delta A.}

## Комментарии
1. ↑  Каратеодори в соответствии с той задачей, которую он перед собой поставил, требовалось подчеркнуть, что внутренняя энергия есть математический объект — функция нескольких независимых переменных состояния и, следовательно, внутренняя энергия может быть использована для построения другого математического объекта — количества теплоты бесконечно малого термодинамического процесса в виде линейной дифференциальной формы независимых переменных состояния. Попутно отметим, что цель построений Каратеодори — обосновать существование термодинамической температуры и термодинамической энтропии, и по этой причине ни температура, ни энтропия не могут входить в число поминаемых выше независимых переменных состояния. Отметим также, что массы составляющих систему веществ не входят в число независимых переменных состояния ни в механике, ни в электродинамике сплошных сред, из которых термодинамика заимствует линейные дифференциальные формы для работы бесконечно малого термодинамического процесса. По этой причине аксиоматика Каратеодори не годится для построения термодинамики открытых систем переменного состава.